# Couvains, Orne

Couvains este o comună în departamentul Orne, Franța. În 1 ianuarie 2018 avea o populație de 203 de locuitori.